# Moskevská společnost

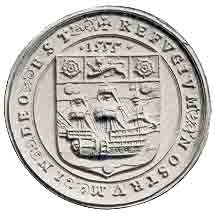
Znak Moskevské společnosti s lodí plující na východ.

Moskevská společnost, také nazývaná Ruská společnost nebo Moskevská obchodní společnost (rusky Московская компания; anglicky Muscovy Company) byla anglická obchodní společnost založená v roce 1555. Byla založena jako akciová společnost a získala monopol na obchodování mezi Anglií a Ruskem. Až do roku 1698 si udržela monopol a existovala až do ruské revoluce v roce 1917. Od roku 1917 funguje jako charitativní organizace.

## Dějiny

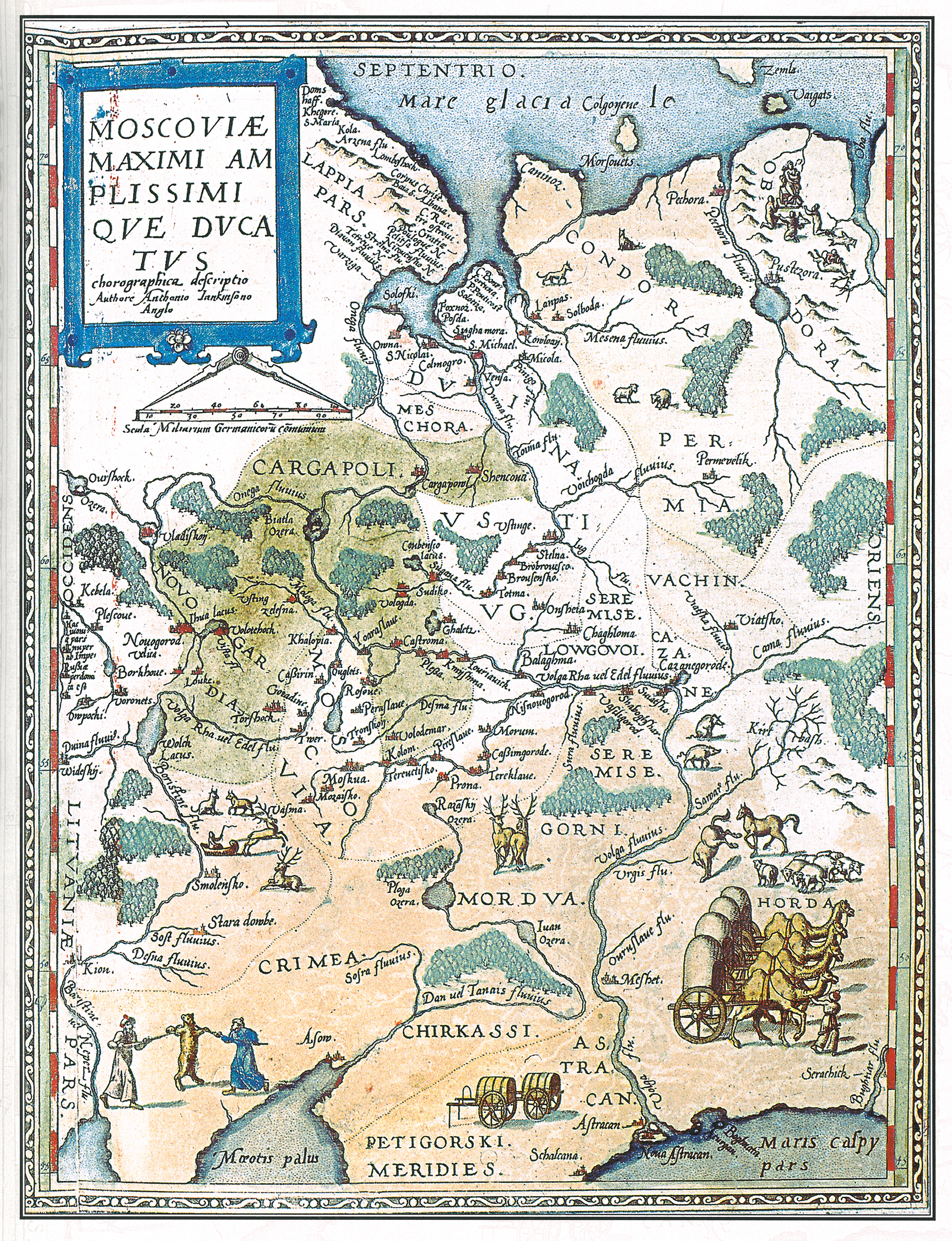
Mapa Moskevského velkoknížectví od Anthony Jenkinsona a Gerarda de Jode (1593)

Ruský car Ivan IV. ukazuje svou pokladnici Jerome Horseyovi (Alexander Litovchenko, 1875)

### Společnost obchodních dobrodruhů do Nových zemí
Moskevská společnost má své kořeny ve Společnosti obchodních dobrodruhů do nových zemí (celým jménem: Tajemství a společnost obchodních dobrodruhů pro objevování regionů, panství, ostrovů a neznámých míst)., kterou roku 1551 založil Richard Chancellor, Sebastian Cabot a sir Hugh Willoughby, kteří se rozhodli hledat severní mořskou cestu do Číny. Nešlo jen o zajištění podílu na obchodu s kořením, ale také o hledání nových prodejních příležitostí pro anglické vlněné zboží, protože obchod se zastavil kvůli nejisté politické situaci, zejména v Nizozemí. V oblasti Baltského moře čelil anglický obchod konkurenci hanzovní ligy, zatímco ve Středomoří a v severní Africe obchodu vládli Španělé, Portugalci a zejména Benátčané. Ruské výrobky jako například vosk, kožešiny a obilí přicházely do Anglie z Novgorodu prostřednictvím hanzy. A tímto způsobem se do Ruského carství vyváželo anglické plátno. V severním Rusku neexistovala prakticky žádná konkurence. Věřilo se, že odtamtud mohou Angličané postupovat směrem k Indii a k Číně.
První expedici Společnosti obchodních dobrodruhů vedl sir Willoughby, který byl vybrán pro své vojenské a vůdčí schopnosti získané v bojích proti Skotům na severu Anglie. Neměl žádné předchozí námořní ani navigační zkušenosti, doufalo se, že se ale na moři osvědčí stejně jako v bojích se Skoty na souši. Richard Chancellor měl být navigátorem malé flotily, která se skládala ze tří lodí: Bona Esperanza (pod vedením Willoughbyho), Edwardr Bonaventure (pod vedením Chancellora) a Bona Confidentia (pod vedením Corneliuse Duerferta). Sebastian Cabot, první guvernér Společnosti, nařídil kapitánům expedice „použít všechny možné cesty a prostředky ke zjištění, jak proniknout po zemi či po moři z Ruska do Kitaje“. Kapitáni dostali dopis krále Eduarda VI. adresovaný „králům, knížatům a dalším velmožům, kteří vládnou v severovýchodních částech světa a mocnému císaři Kitaje“. Flotila vyplula 10. května 1553 z Londýna, nedaleko Lofotských ostrovů zasáhla flotilu silná bouře a Chancellorova loď se ztratila od ostatních dvou.
Willoughby pokračoval dále sám, minul Severní mys, přeplul Studené moře a objevil souostroví Nové země. Plavil se podél pobřeží Nové Země, na kterou několikrát i vystoupil, ale protože končilo krátké arktické léto, musel se vrátit a hledat přezimování v Laponsku. Po obeplutí Severního mysu dopluli Angličané ke Kolskému poloostrovu, kde obě lodě ztroskotaly a nikdo z anglických námořníků nepřežil arktickou zimu. V květnu 1554 našli pomorští rybáři dvě ztroskotané lodi, na kterých bylo nalezeno 63 mrtvých Angličanů, včetně Willoughbyho. Podařilo se jim najít i Willoughbyho deník s popisem cest a objevů.
Chancellor měl více štěstí. Doplul do Bílého moře, kde byli ruští rybáři ohromeni velikostí anglické lodě. Chancellor si poznamenal do svého deníku: „Dopluli jsme do moře, kde vůbec nebyla noc, ale stále denní světlo a slunce jasně zářilo na nesmírný oceán.“ Angličan doplul do vesnice Ňonoksa na Letním pobřeží, poté do kláštera Nikolo-Korely na ostrově Jagry (kde se v současnosti nachází ruské město Severodvinsk) a zaznamenal trhovou osadu poblíž Kláštera archanděla Michaela, kterou ve svých listinách doporučil jako vhodné centrum pro obchod s Ruskem. Tato severní oblast byla relativně nedávno připojena k Moskevskému velkoknížectví a když se car Ivan IV. Hrozný dozvěděl o Chancellorově příjezdu, okamžitě pozval exotického hosta k návštěvě Moskvy a k audienci u carského dvora.
Chancellor podnikl téměř tisíc kilometrů dlouhou cestu do Moskvy přes zasněženou a zmrzlou zemi. Po svém příjezdu zjistil, že Moskva je mnohem větší než Londýn, ale primitivně postavená. Většina domů byla jen ze dřeva. Carův palác byl ale luxusní. Car měl zájem o otevření obchodních cest s Anglií a dalšími zeměmi, protože v tu dobu ještě Rusové neměli bezpečné spojení s Baltským mořem a téměř neustále bylo ruské carství napadáno Polsko-litevskou unií a Švédskem. V tu dobu také hanzovní liga měla monopol na obchod mezi Ruskem a střední a západní Evropou. Chancellor byl nadšený s obchodu s Ruskem stejně jako car, který projevil zájem o anglickou vlnu a na oplátku nabízel vzácné kožešiny a ruské obilí.
Roku 1554 se Chancellor vrátil do Londýna s dopisem od cara a s pozváním pro anglické obchodníky do carství, kde jim byly slibovány výsady a privilegia.

### Založení Moskevské společnosti
Společnost obchodních dobrodruhů do nových zemí byla roku 1555 královnou Marií I. přetransformována do Moskevské společnosti. A ve stejném roce byl Chancellor opět odeslán do Ruského carství. Moskevská společnost se stala důležitým diplomatickým spojením mezi carstvím a Anglií a přispěla k vyvedení Ruska z izolace. Po svém příjezdu do Moskvy si Chancellor zařídil řadu výsad pro anglické obchodníky - například právo volného průchodu, zákaz kontroly anglického zboží, nemožnost zatknout Angličany v Ruském carství, povolení vybudovat obchodní čtvrť v Cholmogory a Vologdě a právo najímat si ruské úředníky do společnosti.
Základní kapitál Moskevské společnosti byl 6 000 liber a skládal se z 240 akcí. Tyto akcie, každá v hodnotě 25 liber, koupilo 201 lidí, z toho 199 mužů a 2 ženy. Společnost se stala první obchodní organizací, která byla schválena anglickým parlamentem.
Roku 1556 se Chancellor vydal na cestu zpět do Londýna. Přidal se k němu první ruský velvyslanec v Anglii Osip Nepeja a 16 ruských prominentních obchodníků. V tu dobu ale Chancellora opustilo štěstí. U skotského pobřeží vplula loď do silné bouře a ztroskotala. Chancellor se utopil spolu se svým synem, s nimi sedm ruských obchodníků a také všechny carovy dary pro královnu byly zničeny. Ruský velvyslanec Osip Nepeja padl na několik měsíců do skotského zajetí, než mu Skotové dovolili opět cestovat do Londýna.

### Obchodování s Ruskem
Anthony Jenkinson nahradil Chancellora jako hlavní obchodník Moskevské společnosti. Podnikl sám dvě plavby do Ruska. Během první cesty se pokusil dostat z Moskvy po souši do Číny, dorazil ale jen do Buchary. Během druhé cesty se dostal do Persie, kde vytvořil základ obchodní cesty Anglie-Rusko-Persie. Ačkoliv Jenkinson dokázal, že pozemní obchod s Persií je možný, byla tato obchodní trasa roku 1573 kvůli potížím v regionu uzavřena. Obnovena byla až v roce 1741.
Roku 1567 Moskevská společnost měla již lanovou manufakturu ve Vologdě, která byla centrem pěstování lnu v Ruském carství. Ve Vologdě také společnost dostala právo na hledání železné rudy. V Moskvě, Novgorodu a v Pskově bylo povoleno platit anglickými mincemi. Společnost měla své sídlo v Moskvě a vlastní loděnice v Novgorodu, Pskově, Jaroslavli, Kazani, Astrachani, Kostromě a Ivangorodu. Dohledem nad pravidly obchodu mezi anglickými obchodníky a moskevským dvorem byl pověřen bohatý kupec Anikej Fjodorovič Stroganov.
V průběhu livonské války se car Ivan IV. Hrozný dostal do potíží, obával se prohry. A proto pověřil Anthony Jenkinsona, aby vyjednal jeho manželství s královnou Alžbětou I. a kdyby došlo k prohře ve válce, aby měl car kam odejít do důstojného azylu. Jednání byla neúspěšná, manželství se nepodařilo domluvit.
Roku 1571 ruský car Ivan IV. Hrozný zrušil společnosti právo na volný obchod a plavbu po Volze, protože ho urazil anglický požadavek, že Rusko nesmí obchodovat s jinými evropskými národy než Angličany. V roce 1572 se Jenkinson vrátil do Moskvy, aby urovnal vztahy a obnovil privilegia společnosti. Částečně se mu to podařilo, ale vztahy mezi Moskevskou společností a Ruskem byly neklidné až do konce 16. století, kdy se projevil vyloženě protianglický přístup Fjodora Ivanoviče a Borise Godunova.
V jedné fázi livonské války se Rusům podařilo dobýt Narvu, která byla o tisíc námořních mil blíže Londýnu než Cholmogory. Pro ruské obchodníky bylo mnohem jednodušší dostat se do Narvy a tak se tam rychle začal soustřeďovat ruský obchod a trasa přes Bílé moře byla oslabena. Společnost protestovala na základě svého výlučného práva, ale mělo to malý účinek. Kolem roku 1570 Švédové zahájili námořní blokádu Narvy, ruský obchod to prakticky zastavilo a donutilo vrátit se k Bílému moři. V roce 1581 Švédsko získalo kontrolu nad Narvou a definitivně stoplo tamní ruskou obchodní cestu. Toto narvské období výrazně narušilo vztahy mezi Ruskem a Společností, obě strany se cítily podvedené tou druhou.

### Expanze
Královna Alžběta I. udělila Moskevské společnosti roku 1577 monopol na lov velryb. Hlavní a nejziskovější velrybářská území společnosti se soustředily kolem Špicberk. Zpočátku se Angličané snažili zahnat konkurenty z jiných zemí, ale po několika letech se domáhali práv pouze na vody jižně od těchto arktických ostrovů.
Krátce po Chancellorově smrti roku 1556 vyslala Moskevská společnost Stevena Burrougha, který sloužil na Chancellorově lodi již v roce 1553, na cestu za účelem objevení severovýchodního průchodu do Číny. 23. dubna 1556 opustil jeho malý člun Searchthrift Londýn, na palubě kromě Burrougha byl jeho bratr a dalších osm námořníků. Koncem května Burroughova loď minula Severní mys, plula podél pobřeží poloostrova Kola, kde byli Angličané přátelsky přijati ruskými rybáři a v jejich doprovodu pokračovali v pouti na východ. 15. července se dostala Searchthrift k ústí Pečory, kde se Angličané zdrželi pět dní a poté pokračovali v plavbě Karským mořem k ostrovu Vajgač. Zde narazili na Samojedy, o nichž si Burrough zapsal: „...neměli žádné domy, pouze stany zhotovené ze sobích kůží... z těch jsou vyrobeny i jejich čluny. Když vystoupí na břeh, berou si své čluny s sebou. K jejich přepravě nemají jiná zvířata než soby. Co se týče chleba a obilí, kromě toho, co jim přivezou Rusové, nemají žádné...“ Další plavbu Karským mořem znesnadňovaly silné bouře a především plovoucí led, proto se Angličané rozhodli obrátit k Nové Zemi. Burrough ve svých zápiscích situaci popsal následovně: „Ztratili jsme veškerou naději, že v tomto roce objevíme něco dále východním směrem, proto jsme považovali za nejlepší se vrátit, a to ze tří důvodů. prvním byly trvalé severovýchodní a severní větry... druhý spočíval v hrozivě nakupeném ledu... třetí ve stále temnějších nocích a přicházející zimou se svými silnými bouřemi.“ Výprava dosáhla v září Bílého moře a přezimovala v Cholmogorách. Burrough čekal na další léto, aby mohl pokračovat dále na východ a doplout až k Obu, ale toho cíle nedosáhl. A tak se roku 1557 hrstka odvážlivců vrátila do Anglie. Ačkoliv Burrough plul ve vodách známých Pomorům a nepřinesl tedy žádné nové zeměpisné poznatky, znamenala jeho plavba počátek západoevropských výzkumů v polárních oblastech. Uveřejnění Burroughovy zprávy zahájilo naučnou literaturu o těchto krajích. Až roku 1568 Moskevská společnost vypravila další výpravu do Karského moře s cílem proniknout k Obu a do Číny. Vedením nové výpravy byl pověřen James Bassendine, ale i on prozkoumal jen ústí Pečory, ostrov Vajgač a pobřeží Nové Země. I tato výprava skončila neúspěšně. V roce 1580 se pokusili cestu do Číny najít Arthur Pet a Charles Jackmen, i je zastavili ledové kry Karského moře. V letech 1607/8 vypravila společnost Henryho Hudsona na dvě samostatné cesty ve snaze najít severovýchodní průplav. Obě cesty byly neúspěšné.
V době největších zmatků v Rusku, v letech 1610 až 1612 zástupce Moskevské společnosti John Merrick psal z Cholmogor, že Moskevská zem je zpustošena, vypálena a obsazena Poláky, nastal tedy nejvhodnější čas, aby se Angličané zmocnili ruského severu a založili zde svou kolonii. Plány Angličanů ale odhalil kníže Dmitrij Požarskij, který vedl odpor proti polské nadvládě, a poslal do Archangelsku a Cholmogor oddíl zemské hotovosti, aby předešel anglické intervenci.

### Úpadek
Roku 1646 car Alexej I. zrušil osvobození Moskevské společnosti od ruských cel v reakci na údajnou podporu společnosti Parlamentu v anglické občanské válce. Po popravě Karla I. roku 1648 vyloučil Alexej I. anglické obchodníky z Ruského carství úplně, mohli obchodovat jen v Archangelsku. Po nástupu Karla II. na trůn došlo k dočasnému rozšíření obchodních vztahů mezi carstvím a Anglií, ale původní výsady Moskevské společnosti již nebyly nikdy obnoveny. Nizozemští obchodníci mezitím nahradili Angličany jako dominantní obchodníky v Rusku. Společnost však měla monopol na anglicko-ruský obchod až do roku 1698, kdy kvůli politické opozici ztratila svá privilegia.

### Od 18. století
Společnost od 18. století pomáhala církvi v Archangelsku, Moskvě, Petrohradu a Kronštadtu, pomohla například založit anglikánský kostel sv. Ondřeje v Moskvě. V roce 1808 Moskevská společnost ukončila své obchodní aktivity. Jako společnost fungovala až do ruské revoluce v roce 1917 a od té doby funguje hlavně jako charitativní organizace.
Kostel sv. Ondřeje v Moskvě a ústředí Společnosti (nazývané Old English Yard), byly postaveny za vlády Ivana IV., nedaleko moskevského Kremlu. Roku 1994 kostel i bývalé ústředí navštívila anglická královna Alžběta II. V současnosti je z bývalého ústředí muzeum.